# Sophie Prégent
Pour les articles homonymes, voir Prégent.
 (novembre 2020).
Sophie Prégent est une comédienne et animatrice de radio québécoise née le 8 septembre 1964. Elle a étudié au Collège de l'Assomption lors de 145e cours. Elle est très bien connue pour le rôle de Brigitte, la patronne de Myriam, dans le film et la série de télévision Miss Météo en 2007. Elle était aussi dans le film Les 3 P'tits Cochons. Elle joue le rôle de l'épouse française du Commandant Piché dans le film Piché, entre ciel et terre sorti le 7 juillet 2010.
Elle a également coanimé l'émission Tout un retour sur CKOI-FM 96,9 de 2009 à 2011.
Elle est la conjointe du comédien et animateur Charles Lafortune et ils ont un garçon appelé Mathis, qui est autiste.
Le 21 octobre 2013, elle devient présidente de l'Union des artistes, succédant à Raymond Legault. Après dix ans de présidence, Sophie Prégent a terminé son mandat en printemps 2023.
Elle annoncé publiquement en avril 2024, qu’elle a préparé un livre, Manger, c’est bon!, dont tous les profits seront versés à la Fondation Autiste & majeur, qu’elle a mise sur pied avec son conjoint, Charles Lafortune.

## Filmographie

### Cinéma
- 2001 : Un crabe dans la tête d'André Turpin : Simone
- 2007 : Les 3 P'tits Cochons de Patrick Huard : Dominique
- 2010 : Piché, entre ciel et terre de Sylvain Archambault : Régine
- 2012 : Les Pee-Wee 3D : L'hiver qui a changé ma vie d'Éric Tessier : Line Boulet
- 2016 : Les 3 P'tits Cochons 2 de Jean-François Pouliot : Dominique
- 2017 : Junior majeur de Éric Tessier : Line Boulet

### Télévision
- 1990 : Jamais deux sans toi : Cathy
- 1993 : La Princesse astronaute : Cybelle
- 1994 : Scoop : Jennifer
- 1995 : Le Sorcier : Mathilde Lafresnière
- 1995 : Parents malgré tout : Danielle
- 1996 : Le Retour : Marielle Landry
- 2000 : KM/H : Marie
- 2001 : Cauchemar d'amour : Alice
- 2002 : Rumeurs : Anne-Sophie Boudreau
- 2002 : Catherine : Chantal
- 2003 : Les Aventures tumultueuses de Jack Carter : Dre Éléonore « Léo » Mercier
- 2003 : Tribu.com : Claude Lévesque
- 2005 : Nos étés : Maria Desrochers
- 2006 : Lance et compte : La Revanche : Maître Chantale Filion
- 2007 : Miss Météo : Brigitte Caron
- 2008 : Grosse vie : Nathalie
- 2009 : Lance et compte : Le Grand Duel : Maître Chantale Filion
- 2011 : Le Gentleman : Brigitte Lefebvre
- 2011 : Rock et Rolland : Laure
- 2012 : Lance et compte : La déchirure : Maitre Chantale Filion
- 2013 : 30 vies : Marie-Louise Nadeau
- 2014 : Un sur 2 : Romane Wilson
- 2014 : Nouvelle Adresse : Johanne Lemieux
- 2014 : Mensonges : Sophie Saint-Jules
- 2016 - 2019 : Unité 9 : Marie-France Caron
- 2018 - 2019 : Cheval-Serpent : Dorice McQuaid
- 2021 - 2024 : Alertes : Stéphanie Duquette

## Théâtre
- 1990 - 1991 : Pleine Lune, de Pauline Martin : Sylvie
- 1991 : Le Jeune Homme en colère, de Claude Poissant : Alison Porter
- 1991 : La Trilogie de la villégiature, de Guillermo de Andrea : Rosina (Théâtre du Nouveau Monde)
- 1992 : Le Misanthrope, de Olivier Reichenbach : Eliante (Théâtre du Nouveau Monde)
- 1992 : Antigone, de Louise Laprade : Eurydice
- 1994 : Ste-Jeanne des abattoirs, de Lorraine Pintal : Mme Lukerniddle (Théâtre du Nouveau Monde)
- 1995 - 1997 : Cyrano de Bergerac, de Alice Ronfard : Roxanne (Théâtre du Nouveau Monde)
- 1997 : La Seconde Surprise de l’amour, de Alice Ronfard : la marquise (Espace Go)
- 2003 - 2004 : Tristan et Yseult, de Alice Ronfard : la mère d’Yseult (Théâtre du Nouveau Monde)
- 2009 : Gala Juste pour rire : Normand Brathwaite, de Josée Fortier
- 2015 : Le Journal d’Anne Frank, de Lorraine Pintal : Miep Gies (Théâtre du Nouveau Monde)